# Traktor, ljubezen in rock'n'roll
Traktor, ljubezen in rock'n'roll je slovenski romantični komično-dramski film iz leta 2011, posnet po romanu Vankoštanc Ferija Lainščka. 

### Zgodba
Breza pa po zaslugi rocka uspe pasti v oči gostilničarki Silviji, hčeri bogatega izseljenca v Švici, ki jo je poslal v domače kraje, da si najde zdravega moža. Silvija je ljubica bogatega kmeta Gjirkosa, ki pa je poročen, zato ga ta odslovi. Breza poskuša na Silvijo narediti dober vtis in se pri tem dostikrat zaplete v težave. Na koncu le zbere pogum in Silvijo zaprosi za roko, zaradi česar je sprva zmedena, potem pa se le odloči za poroko. Kmalu za tem Silvija ugotovi, da je z Gjirkosem noseča, vendar tega Brezi ne pove.
Silvija na poroko povabi tudi svojega očeta, ki prispe iz Švice in mladoporočencema kupi traktor, ki pritegne veliko pozornost domačinov. Gjirkos ne more preboleti zavrnitve, zato poskuša na vsak način Silvijo prepričati, da se vrne k njemu in ob priliki jo tudi fizično napade, vendar jo reši Düplin, gluhonemi klatež, ki se je naselil pri Brezi.
Ker ima Breza traktor, ga Gjirkos najame, da mu zorje njivo. Breza ugotovi, da nima več nafte za traktor, zato vodji ciganske skupine proda svinjo. Njegova mama to vidi in svinjo odkupi nazaj v zameno za Brezino kitaro in čevlje, kar ji on zelo zameri. Nekega dne Breza h Gjirkosu s traktorjem pošlje kar Düplina, ki pa deloma po nesreči, deloma zaradi jeze nad Gjirkosem le-tega povozi s traktorjem, pri čemer je Gjirkos smrtno ranjen. Brezo zato odpelje policija, na poti pa vidi cigansko skupino, ki s pomočjo njegove kitare igra rock 'n' roll.

## Produkcija
Producenti so bili ATA produkcija (Janez Jauh), Gustav film in Orangel. Koproducenti so bili Jadran film, RTV Slovenija in Refresh Production. Projekt, ocenjen na 1.254.670 evrov, je finančno podrl Filmski sklad RS.
Snemanje se je začelo 21. septembra 2005. Distribucijo so načrtovali za jesen 2006.

### Zapleti
Info film (Milan Ljubič) je z Ata in Filmskim skladom sklenil tripartitno pogodbo za izdelavo optičnega tona filma, prepisa z magnetnega na optični ton. Ljubič je kopijo z magnetnim tonom poslal na Dunaj. Po dogovoru s takratnim v. d. direktorja sklada je Ljubič kopijo z optičnim zapisom zvoka izročil producentu Jauhu, da bi jo ta poslal v zagrebški laboratorij Jadran film. Sklad Info filmu ni plačal za opravljeno delo. Nova uprava sklada je Info filmu sporočila, da bi moral omenjeno tonsko kopijo najprej izročiti skladu, ne pa producentu, zato niso hoteli plačati. Ljubič je menil, da sklad ni plačal naročenega in da je torej ta tonska kopija njegova. V Jadran filmu je zaustavil razvijanje kopije.
Podjetje ATA d.o.o. je prejemal denar od filmskega sklada, vendar ta ni prišel do ustvarjalcev, pa tudi film ni bil dokončan.
Film ni bil prikazan na Festivalu slovenskega filma 2006, ker ni bil dokončan. Leto kasneje zaradi sodnega postopka, sproženega s strani Branka Djurića, spet skoraj ne bi bil predvajan. Djurić je prek sodišča dosegel, da je šel ATA v stečaj, avtorji pa so dobili honorarje, pri čemer je pomagalo ministrstvo BiH. Igralci niso dobili denarja.
Računsko sodišče RS je ugotovilo, da je bila začetna pogodbena vrednost filma 417.293, končna pa z osmimi aneksi 550.085 evrov. Ugotovljena je bila nepravilnost v višini 132.793 evrov.

## Odziv pri kritikih in gledalcih

### Kritiki
Marcel Štefančič jr. (Mladina) je filmu dal oceno »proti«. Očital mu je zastarel videz in ga označil za ljudski igrokaz s petjem in plesom, ki nima dovolj humorja niti za en skeč. Pri Djuriću si je želel več od trapaste frizure in akcenta.
Zdenko Vrdlovec (Dnevnik) je predelavo romana označil za zgrešeno. Vaški roker v 60. letih po njegovem ne more biti komičen lik. Film ga ni nasmejal, ker se je opotekal med klišejski situacijskimi »štosi« in preigravanji nekaj podeželskih stereotipov.

### Obisk v kinu
Videlo ga je 47.321 ljudi.

## Zasedba
- Tanja Ribič: Silvija
- Branko Đurić: Breza
- Vlado Kreslin: župnik
- Jernej Kuntner: Gjirkos
- Nataša Matjašec: Nada
- Vlado Novak: Silvijin oče
- Zala Djurić Ribič: Ema
- Kićo Slabinac: šef bande
- Semka Sokolović Bertok: strina
- Jaka Fon: Düplin

## Ekipa
- fotografija: Sven Pepeonik
- glasba: Nedim Babović
- izvedba: skupina Langa
- montaža: Miran Miošić
- scenografija: Urša Loboda
- kostumografija: Alan Hranitelj
- maska: Sonja Murgelj
- zvok: Borut Berden

## Nagrade
- Festival slovenskega filma 2007: vesna za scenografijo
- 2012: zlata rola za nadpovprečno število gledalcev (Kolosej zabavni centri in DSFU - Društvo slovenskih filmskih ustvarjalcev)